# Десна (притока Південного Бугу)
Десна́ (Десенка) — річка в Україні, в межах Козятинського, Калинівського, Липовецького та Вінницького районів Вінницької області. Витікає з Придніпровської височини. Ліва притока Південного Бугу (басейн Чорного моря).

## Опис
Довжина 80 км, площа водозбірного басейну 1 400 км². Похил річки 0,7 м/км. Долина трапецієподібна, завширшки 2,5 км, завглибшки до 30 м. Заплава двостороння, завширшки до 300—400 м, заболочена. Річище звивисте, завширки 5—10 м, місцями до 40 м; завглибшки 0,5—1,2 м (у межень), максимальна — до 5 м. Стік зарегульований численними ставками і невеликими водосховищами. 
Використовується на технічне водопостачання, рибництво. Багато видів риби, зокрема карась, короп, щука, плотва, окунь, сом, лящ. Також в річці водиться болотяна черепаха.

## Розташування
Десна бере початок з джерела біля села Флоріанівка. Тече спершу на південь, далі — переважно на південний захід, у нижній течії робить кілька поворотів під кутом 90° на південь і захід. Впадає до Південного Бугу в північно-східній частині смт Стрижавка. 

## Основні притоки

### Ліві притоки
- Вільшанка
- Кобильня.
- Річка без назви — річка у Вінницькому  районі Вінницької області, Довжина річки 6 км, площа басейну - 24,3 км². Бере початок у селі Стадниця. Тече переважно на північний захід і на півдні від с. Сосонка впадає у Десну за 45 км. від її гирла.[2]

### Праві притоки
- Жердь.

- Річка без назви — річка у Калинівському районі Вінницької області. Довжина річки 8,6 км, площа басейну 34,9 км². Бере початок у селі Котюжинці. Тече переважно на південний схід і у с. Польова Лисіївка впадає у Десну за 49 км. від її гирла. [2]

- Річка без назви — річка у Калинівському районі Вінницької області. Довжина річки 8,2 км., площа басейну 24,3 км². Бере початок у с. Тарасівка. Тече переважно на південний схід через с. Дружелюбівка і впадає у Десну на південному заході від Польової Лисіївки  за 45 км. від її гирла.[2]

## Екологічний стан
Екологічний стан річки незадовільний. На берегах місцями залишене сміття її численними відвідувачами та рибалками. Взятий аналіз води показав наявність у ній гербіцидів. Наразі вінницькі екологи намагаються вирішити цю проблему. 

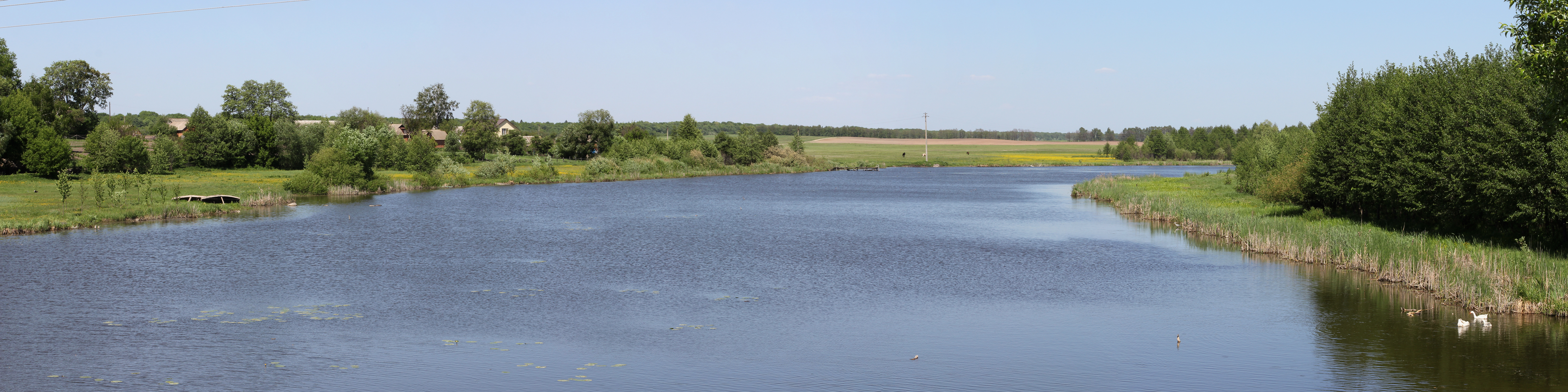
Вигляд на річку з моста в селі Сосонка

## Галерея

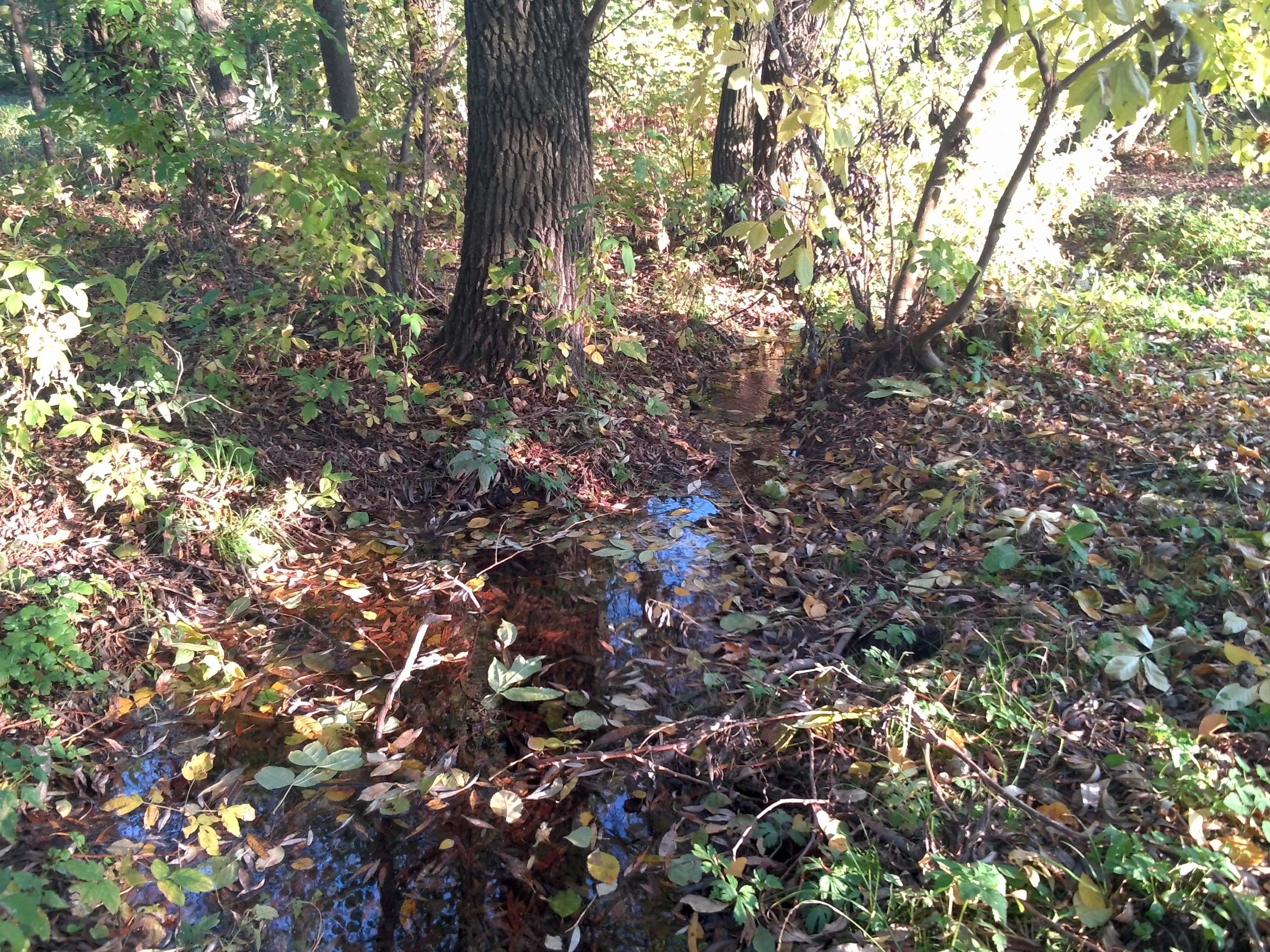
Витоки річки у с. Флоріанівка
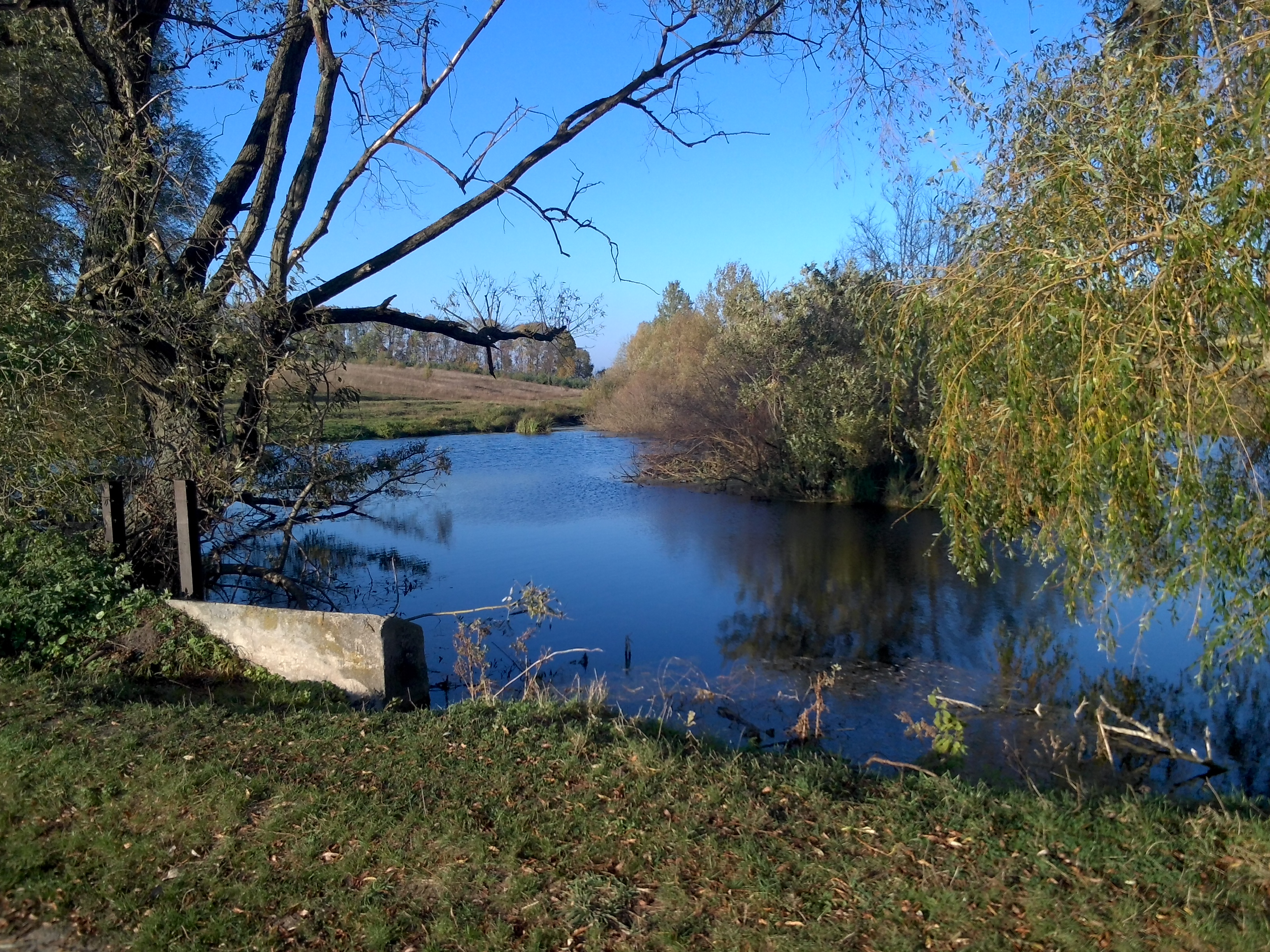
При витоках у с. Флоріанівка
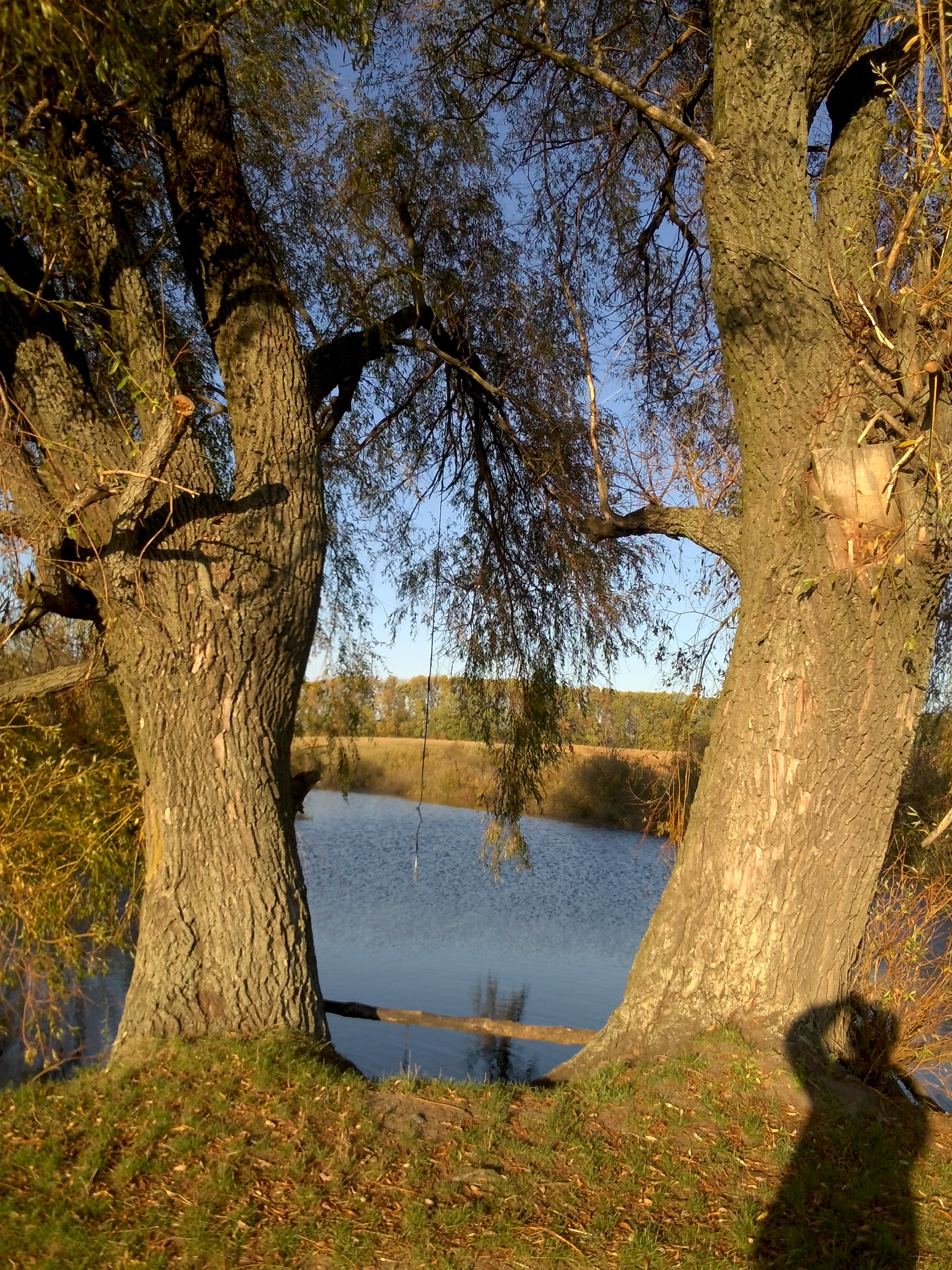
Ставок у с. Флоріанівка
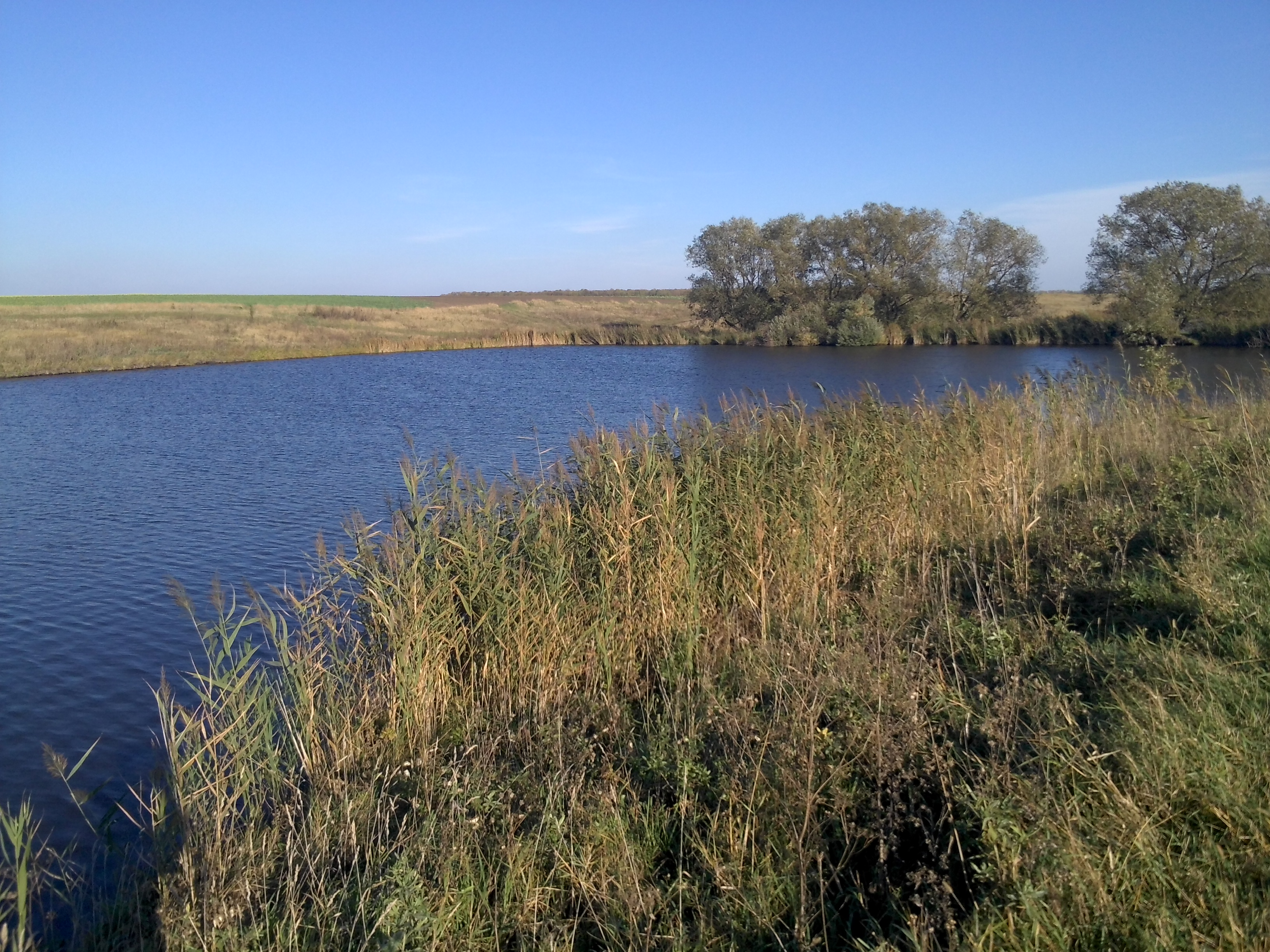
Одні з витоків у с. Миколаївка
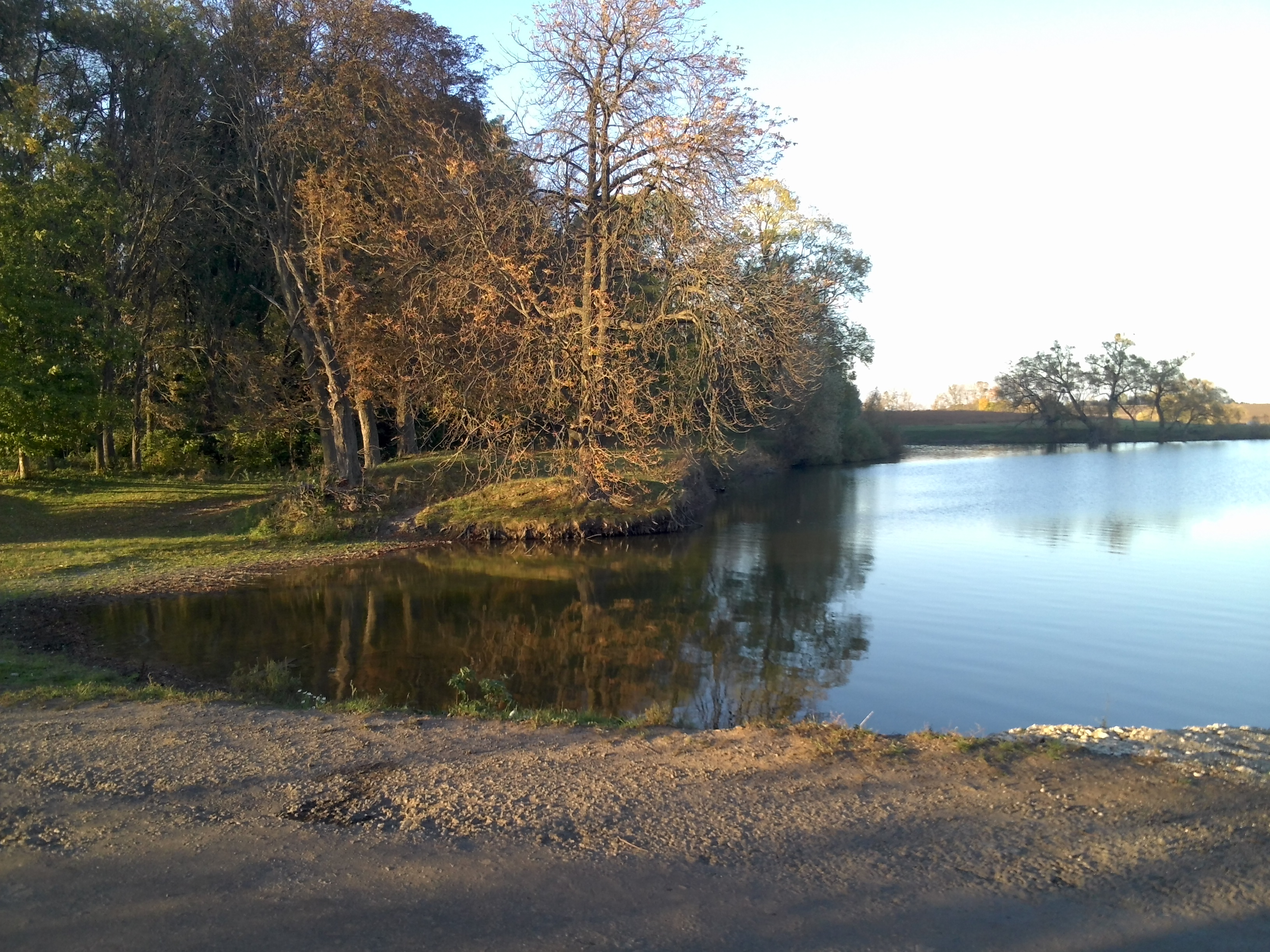
Ставок у с. Йосипівка
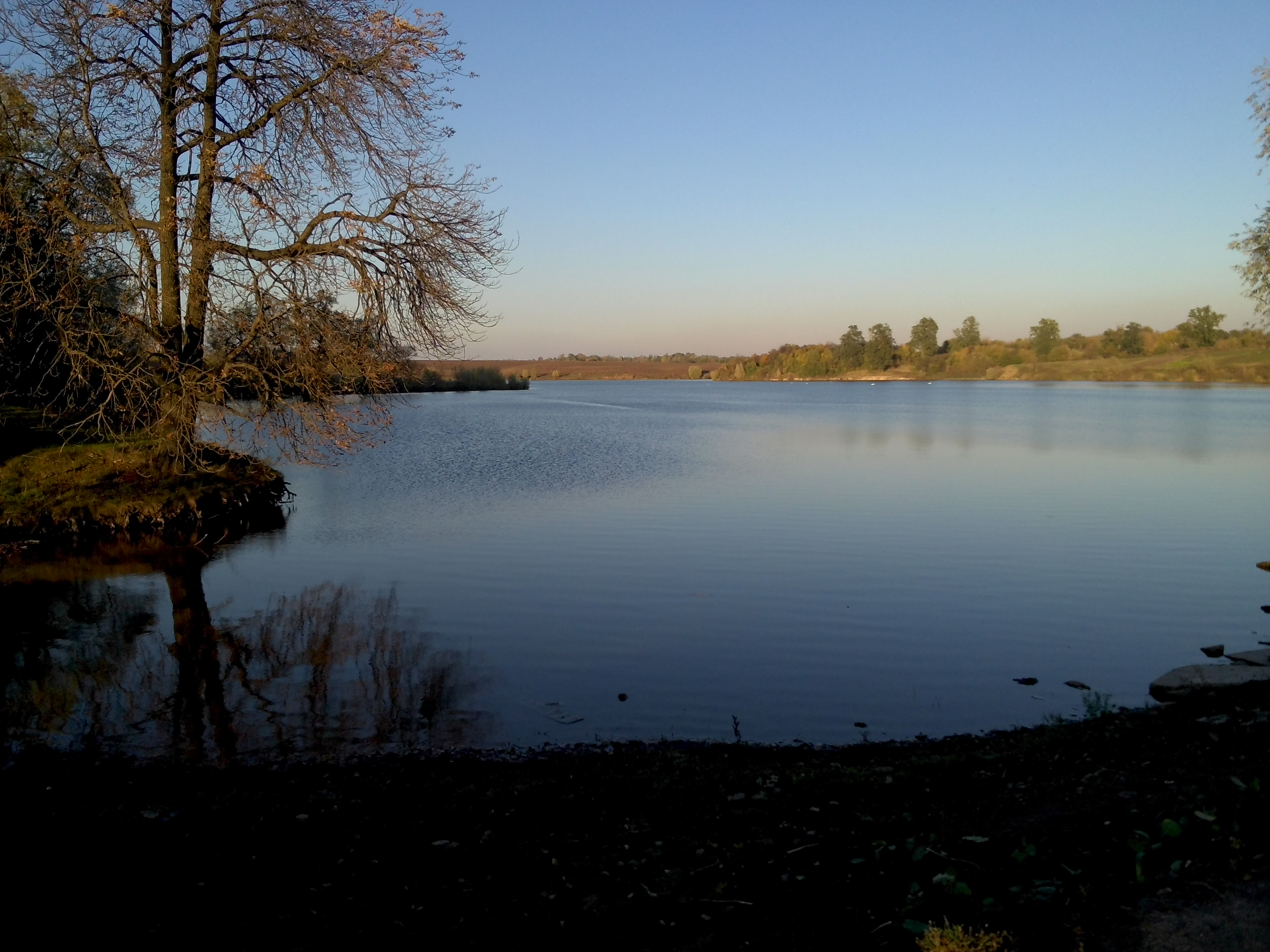
Ставок у Йосипівці
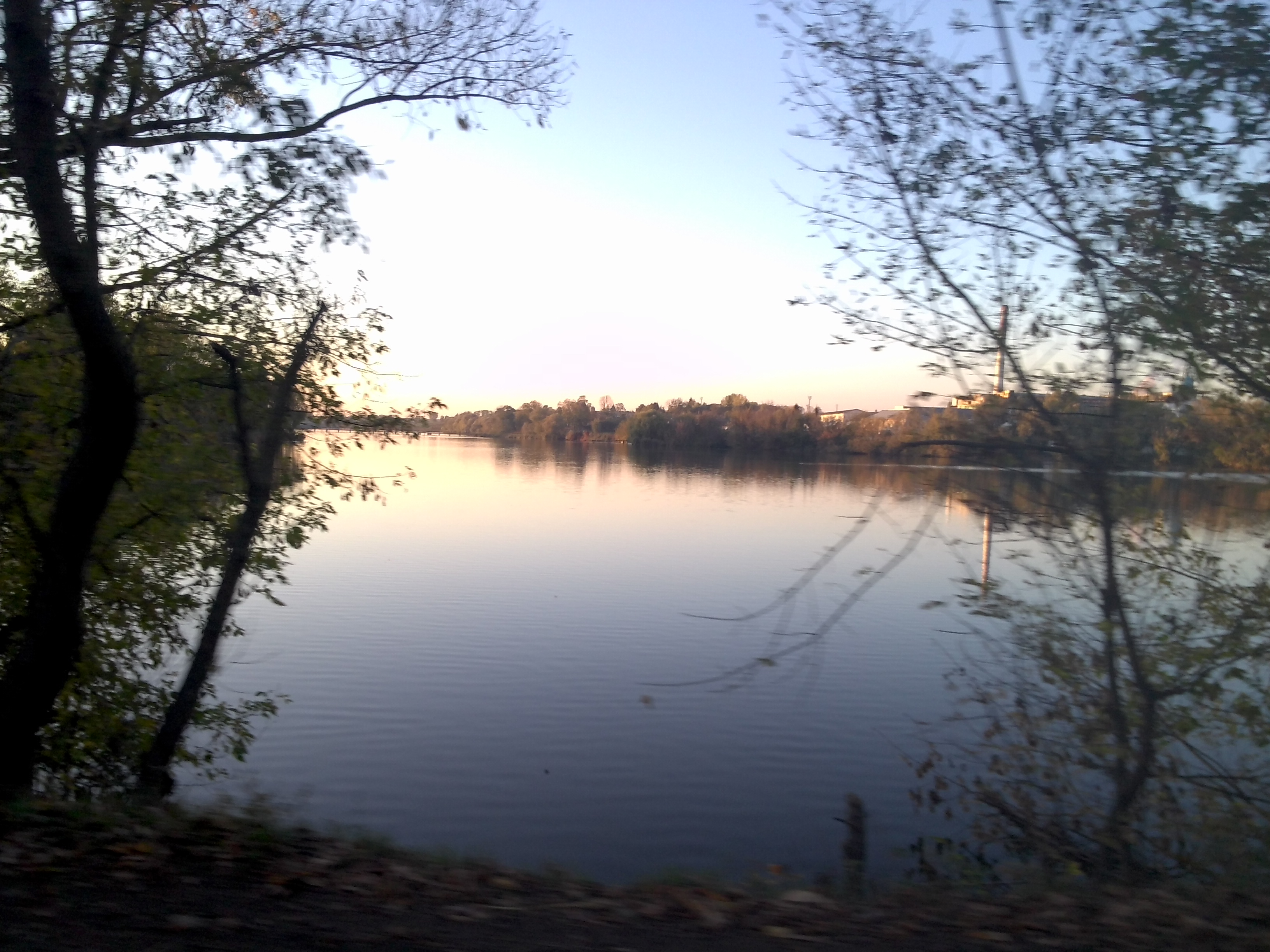
Ставок у с. Широка Гребля
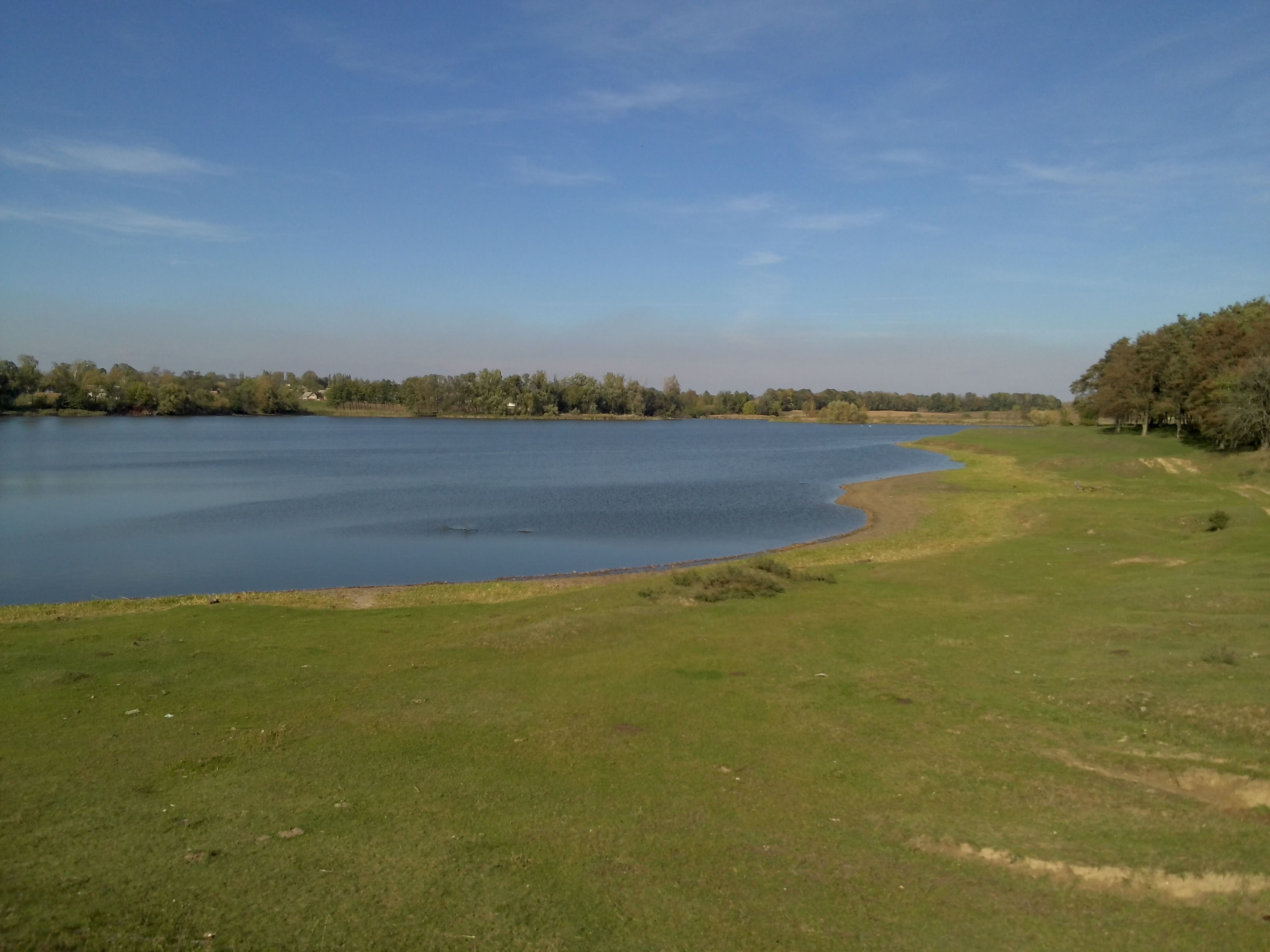
У с. Лозівка
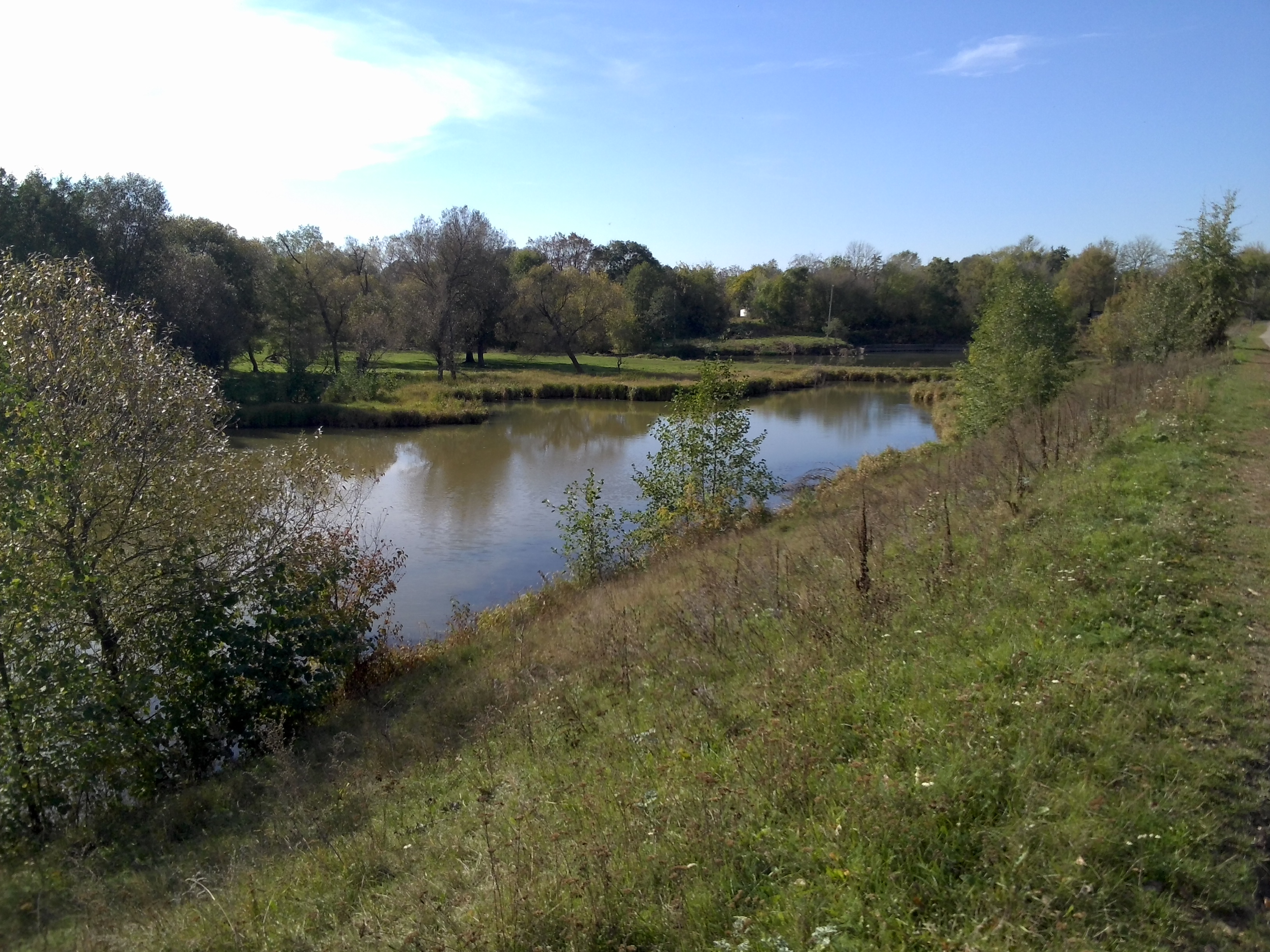
Десна у с. Лозівка
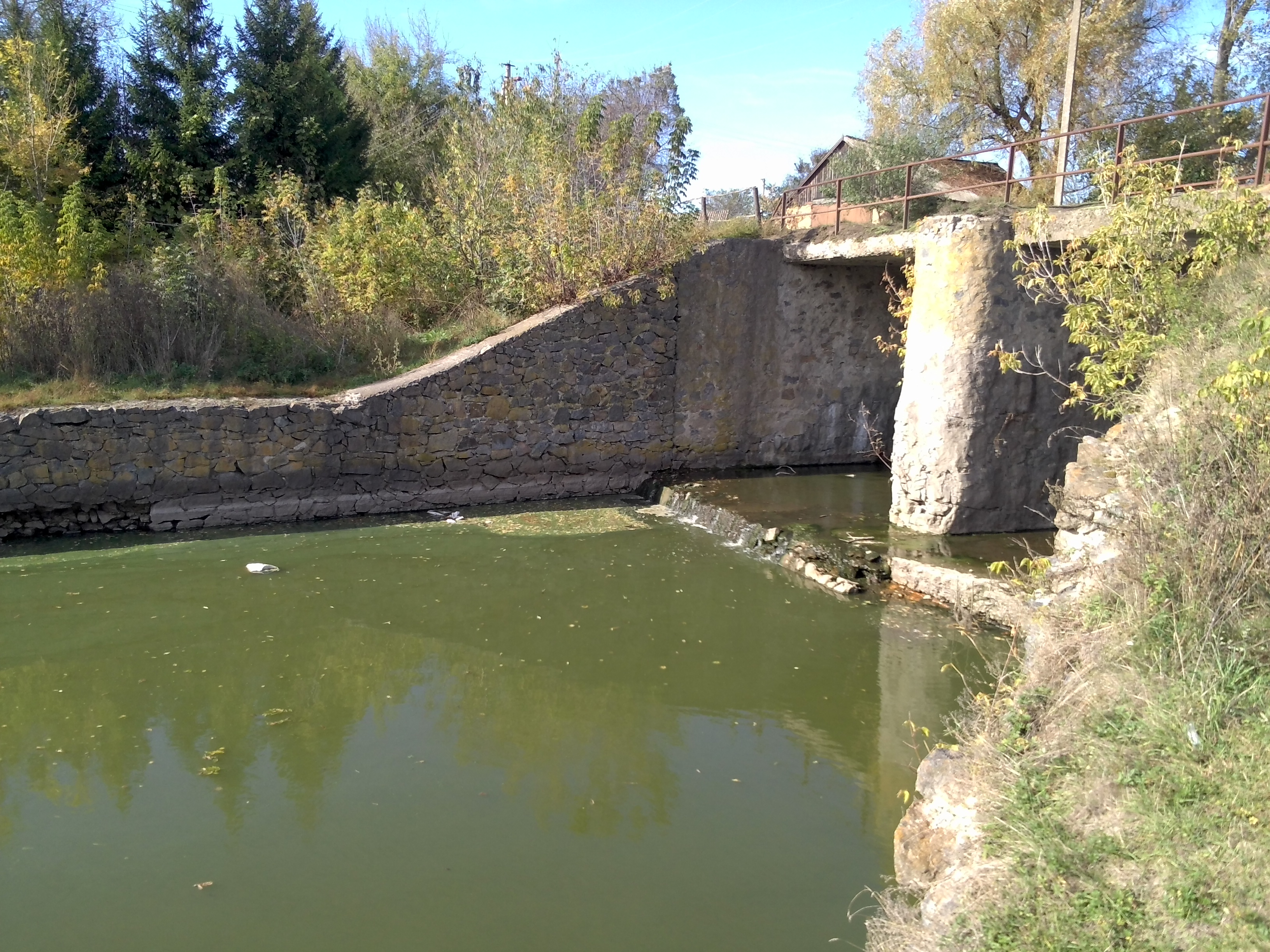
Гребля у с. Лозівка
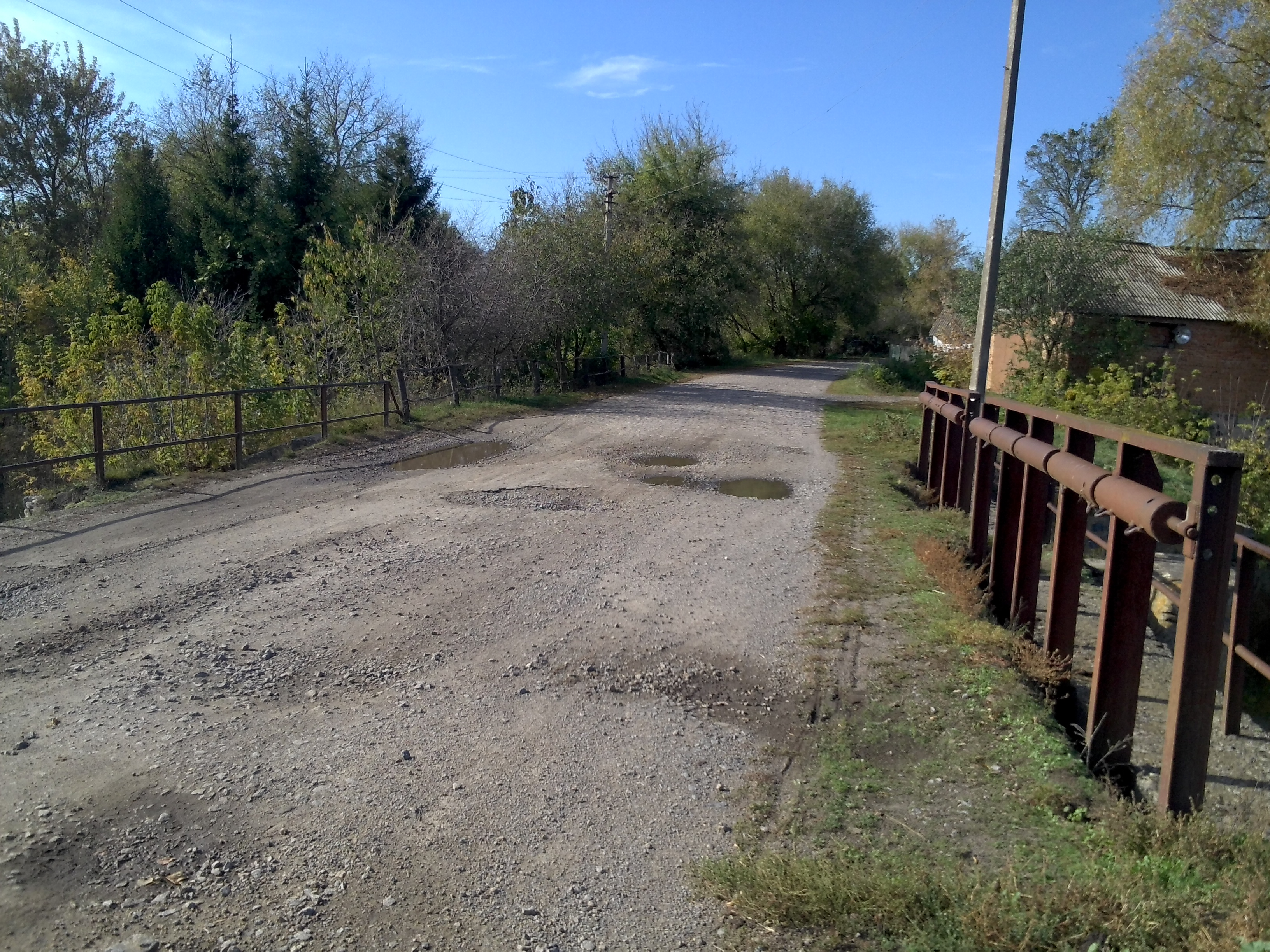
Місток у с. Лозівка
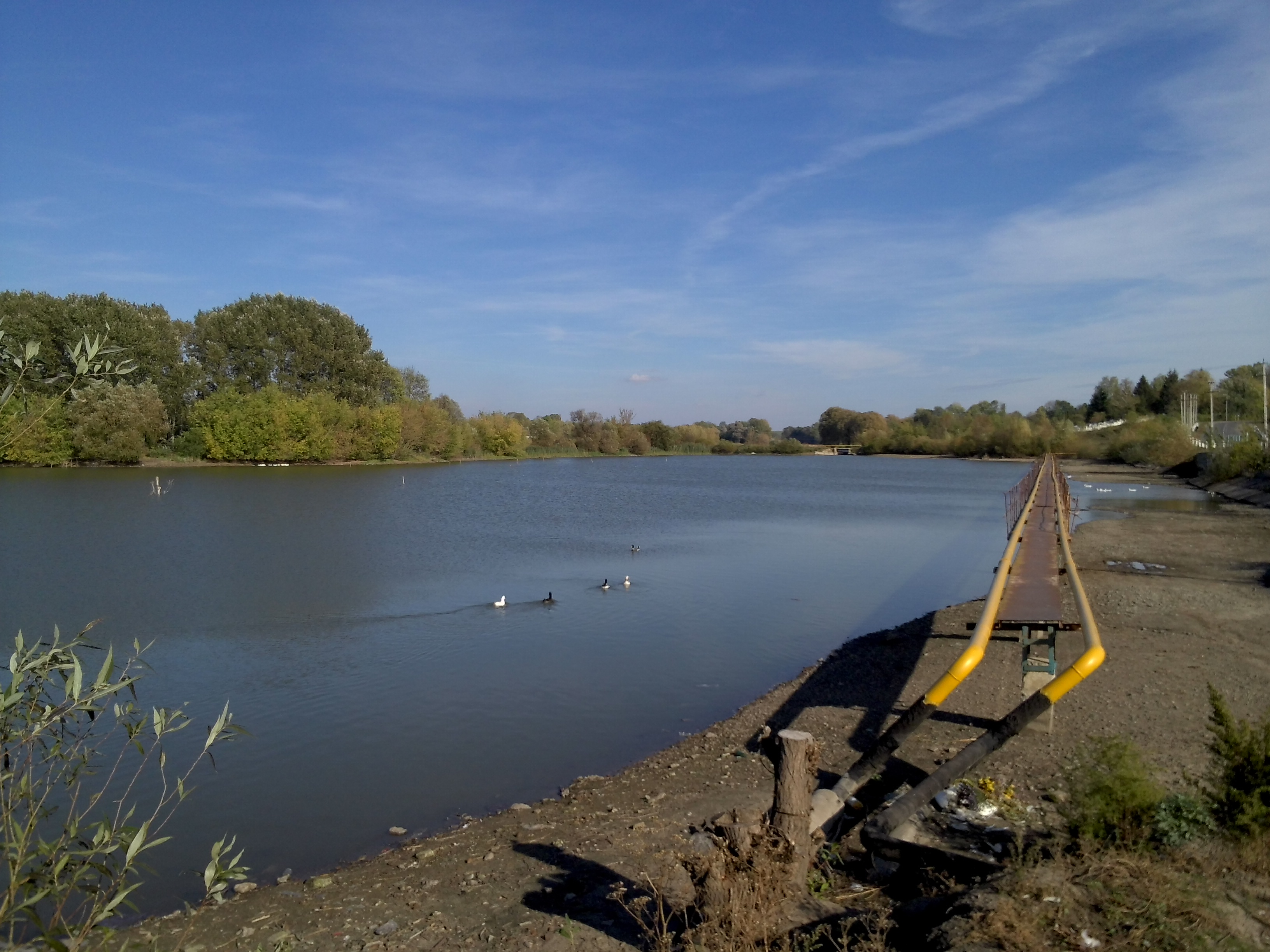
Річка у с. Самгородок
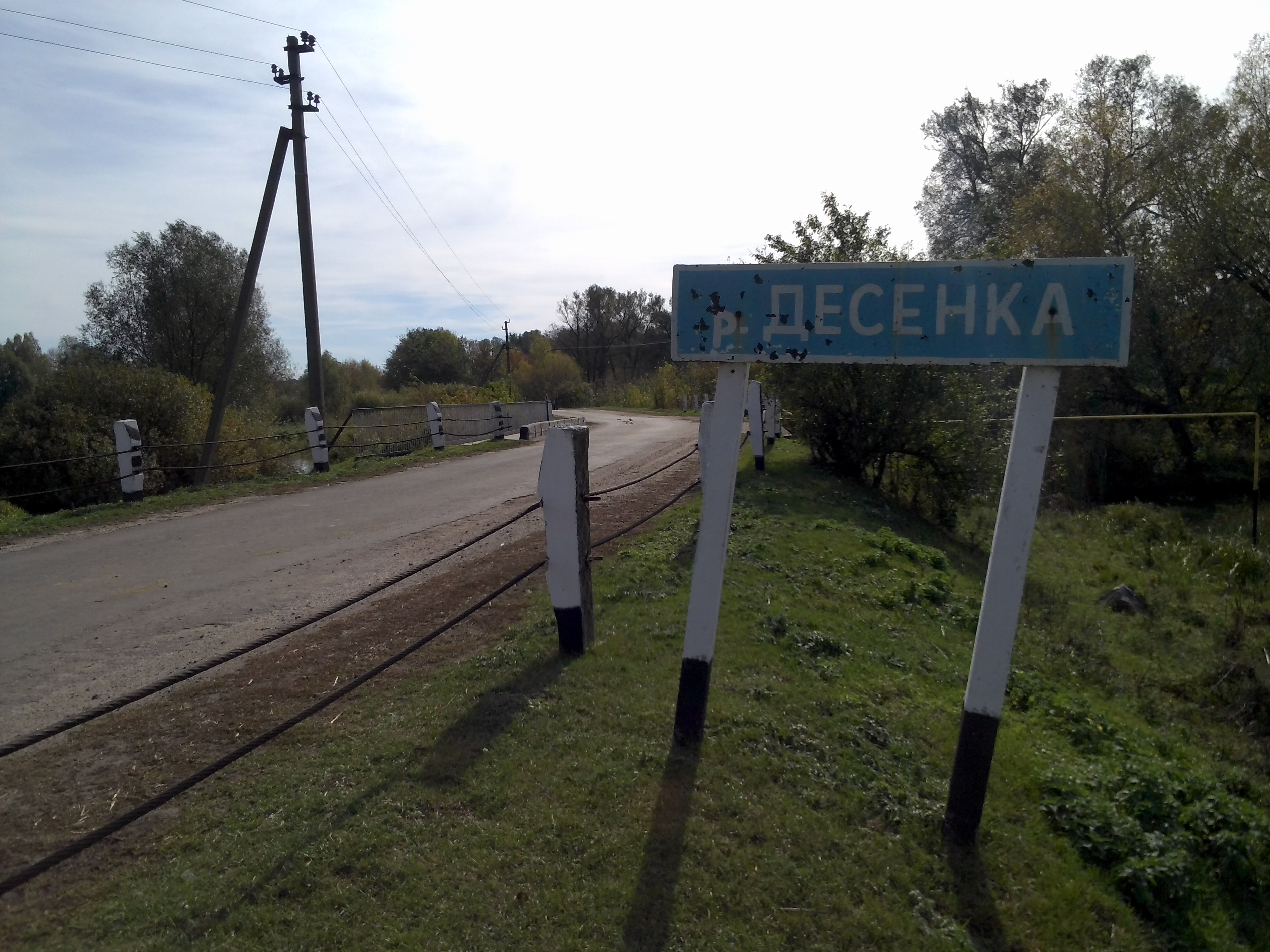
Дорожній вказівник у с. Польова Лисіївка
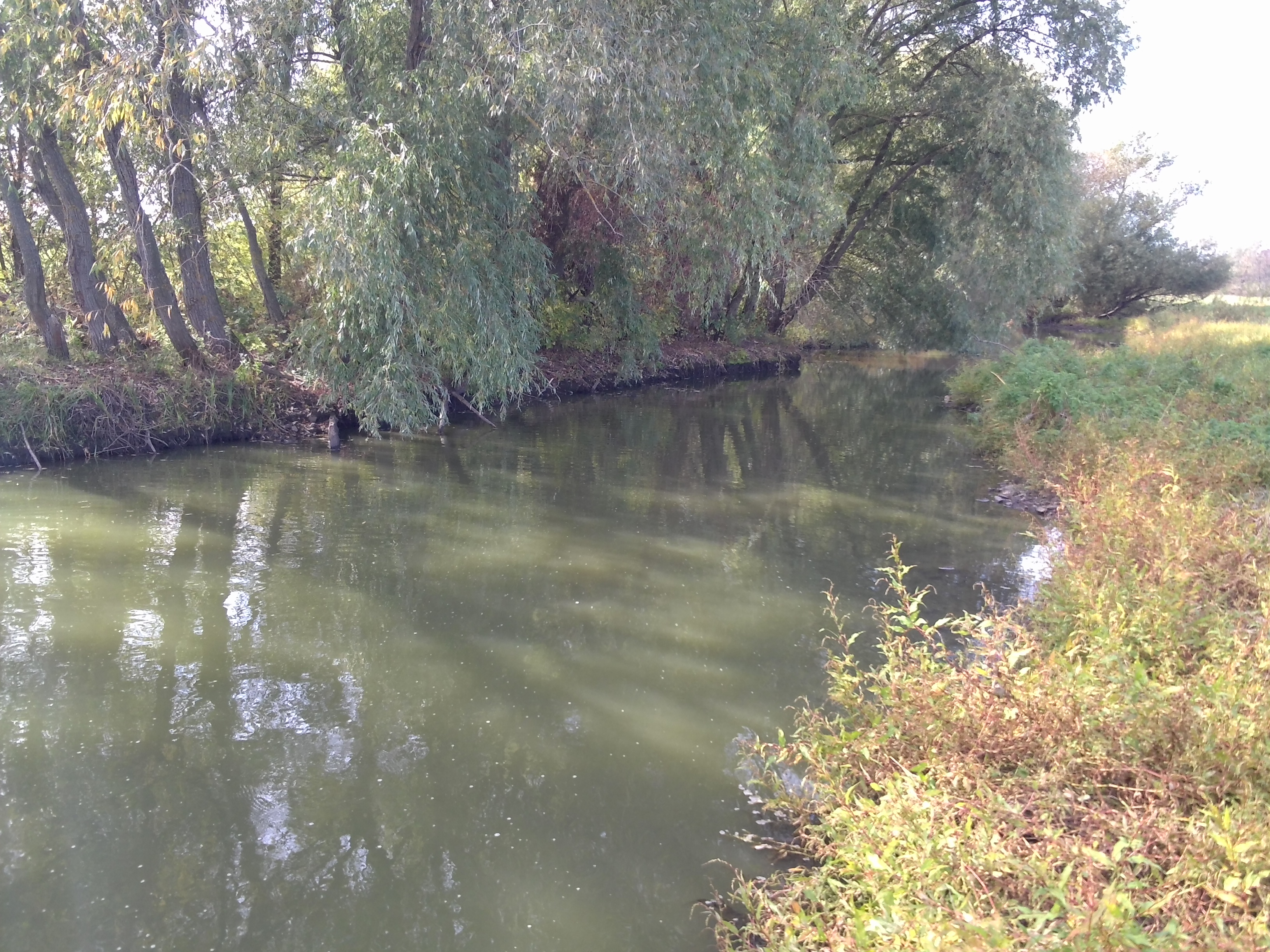
Десна у Польовій Лисіївці
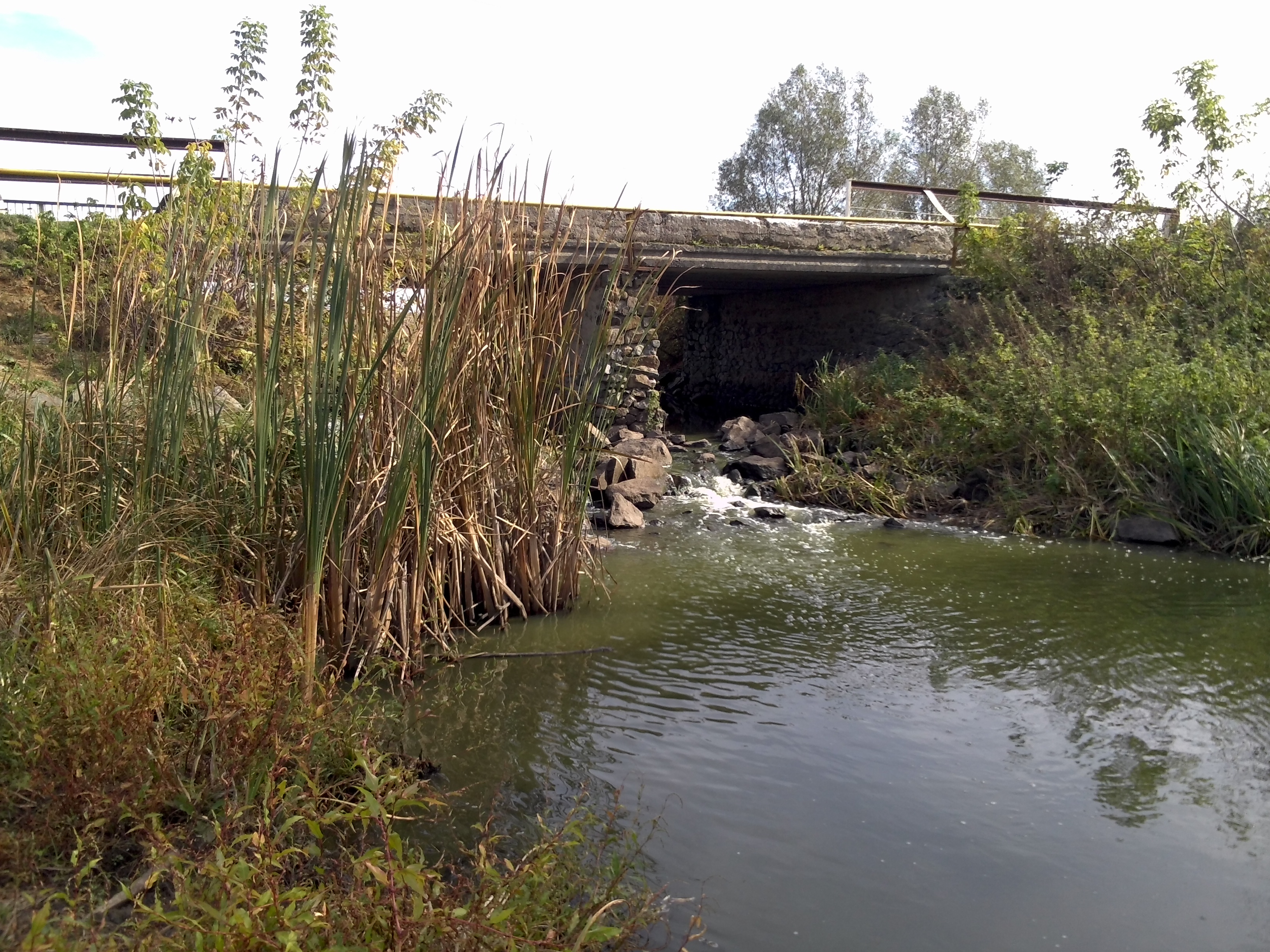
Міст у Польовій Лисіївці
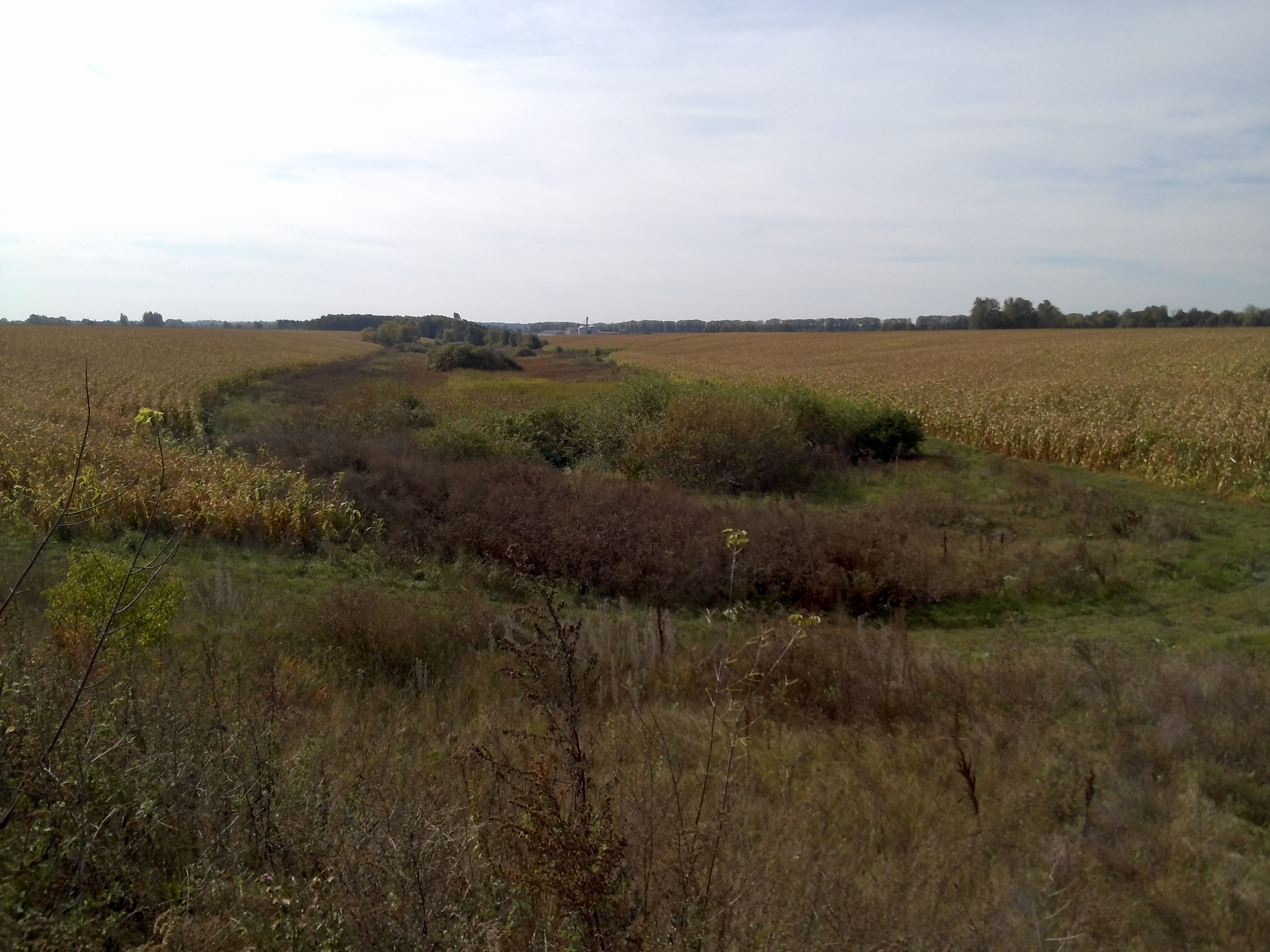
Русло малої притоки поблизу Старої Прилуки
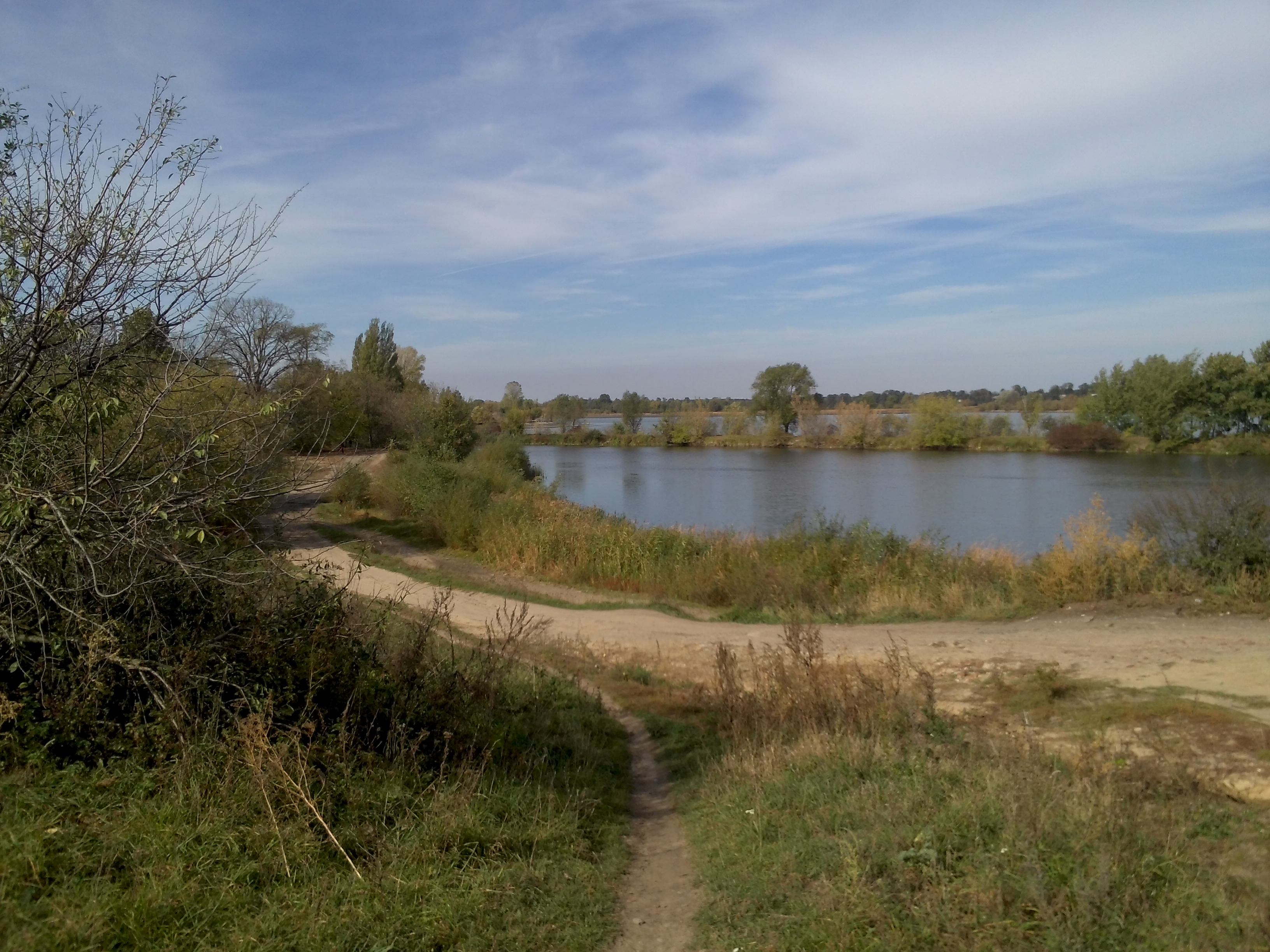
Річка Десна в районі давнього городища Бурти (с. Стара Прилука)
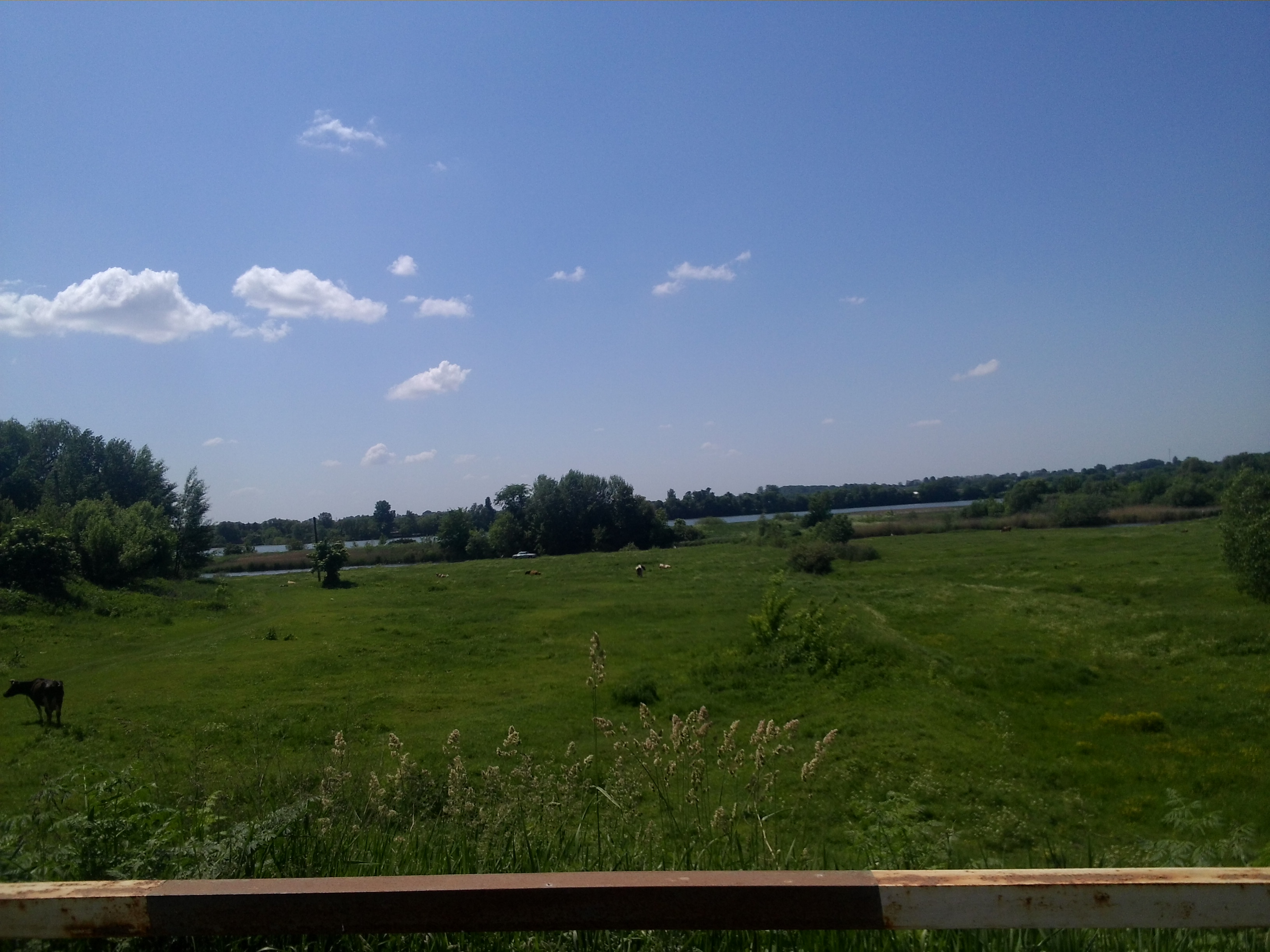
Краєвид у Старій Прилуці
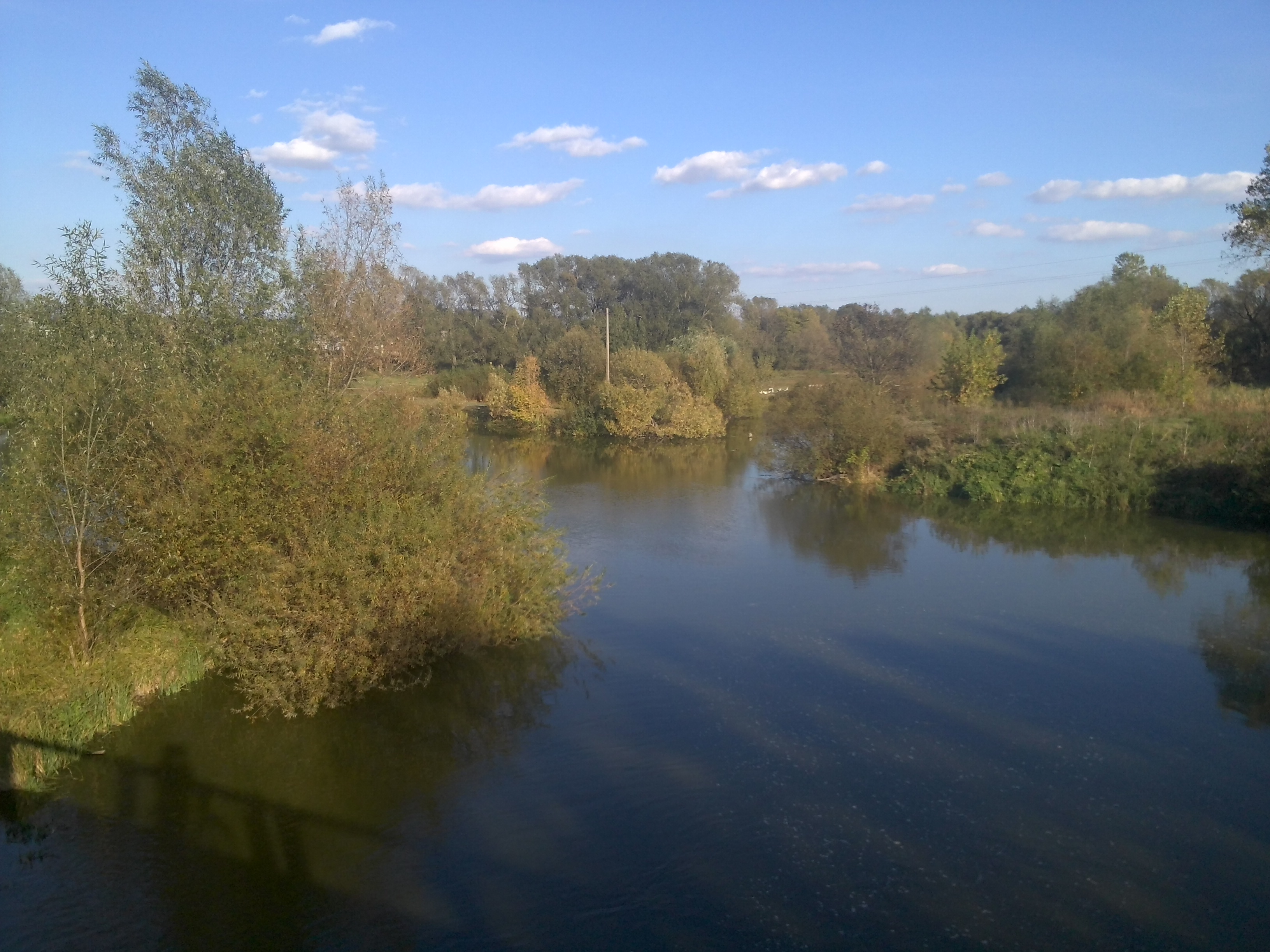
Вид з мосту між селами Нова Прилука та Стара Прилука
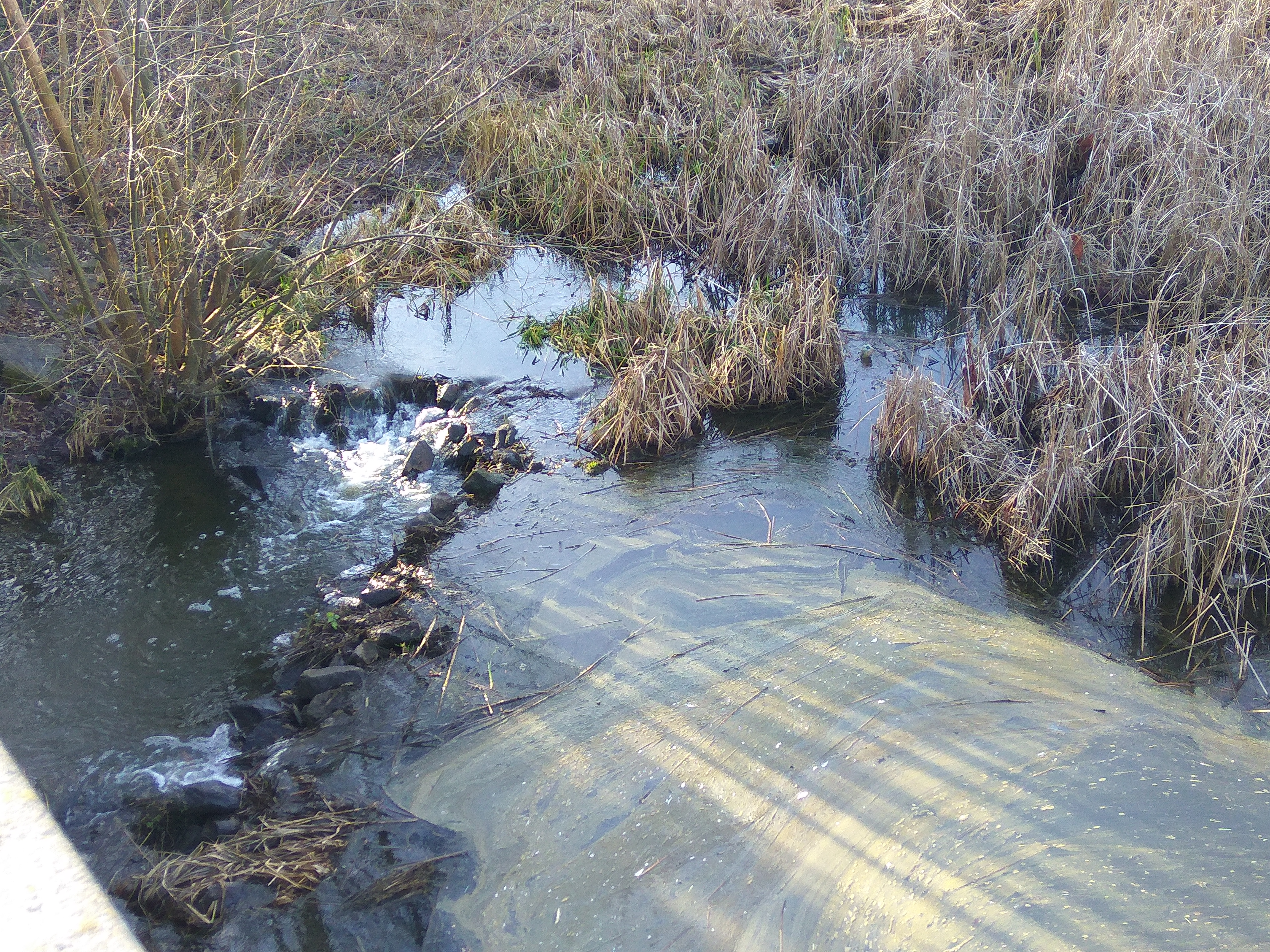
Малий водоспад між Старою Прилукою та Новою Прилукою
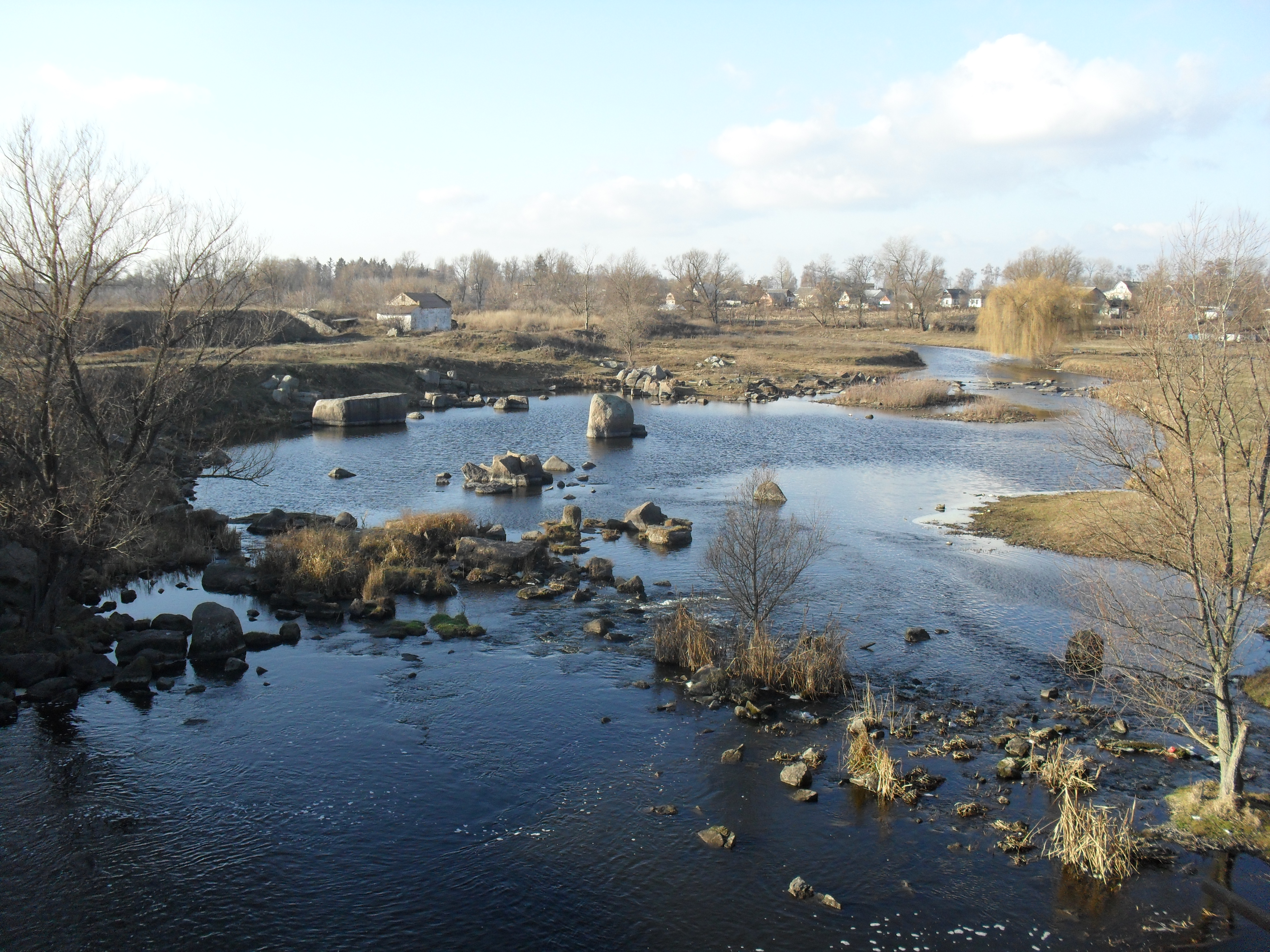
Каміння у Турбові
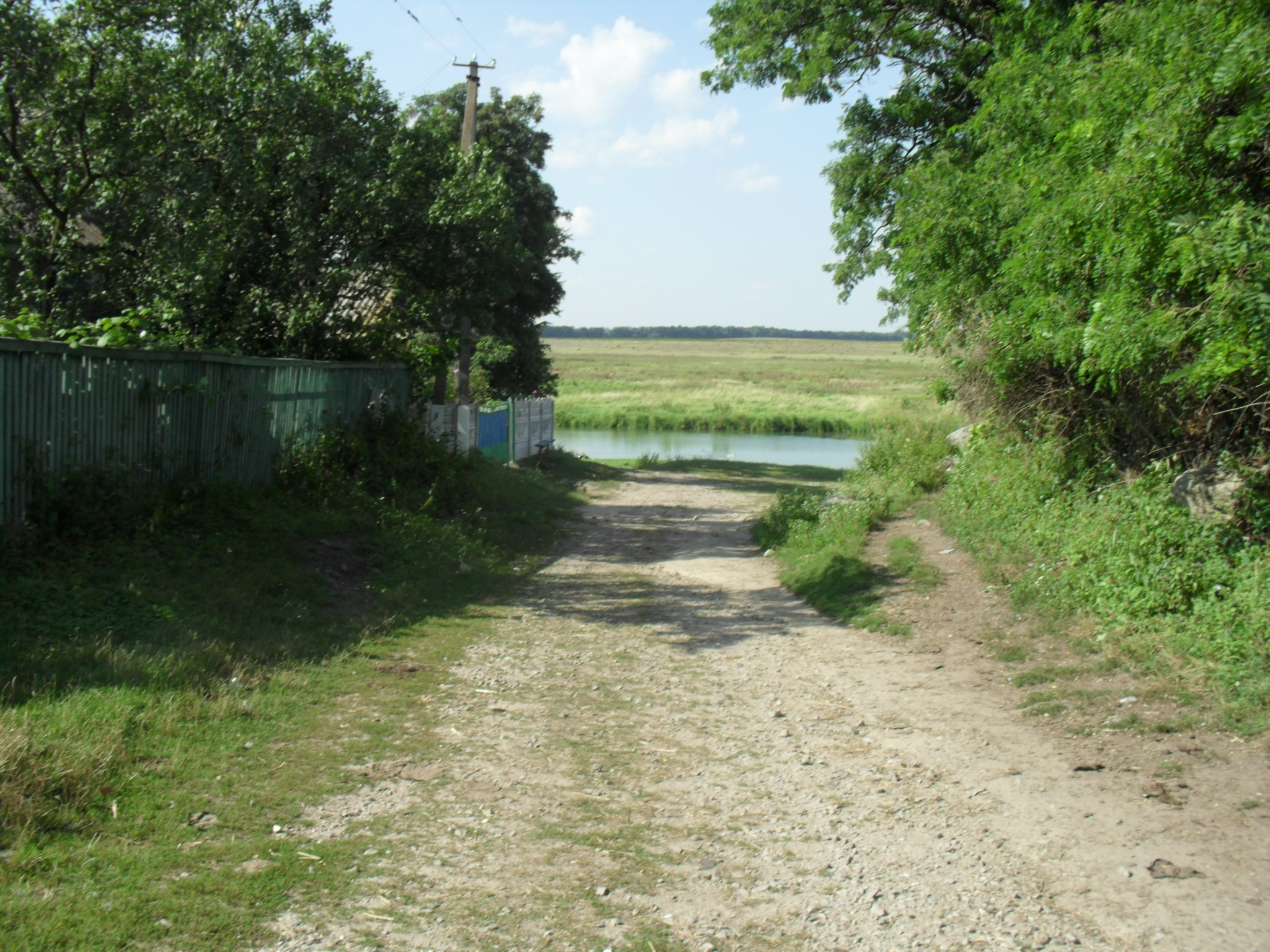
Вулиця, що веде до річки у с. Сиваківці